# Głos Korei
Głos Korei (kor. 조선의 소리, transkrypcja McCune’a-Reischauera: Chosŏn-ŭi Sori, ang. Voice of Korea) – północnokoreańska stacja radiowa uruchomiona 14 października 1945, do 2002 znana pod nazwą „Radio Pyongyang”. Można odbierać ją niemal na całym świecie.
„Głos Korei” ma charakter międzynarodowy, jest dostępny w następujących językach:
| - koreański - angielski - hiszpański | - francuski - niemiecki - rosyjski | - chiński - japoński - arabski |

## Historia
Transmisja radia została rozpoczęta mową zwycięstwa Kim Ir Sena, którą wygłosił, gdy wrócił do Pjongjangu pod koniec II wojny światowej.

## Transmisja
„Głos Korei” transmitowany jest na falach krótkich, oraz średnich, które umożliwiają odbiór radia sąsiednim krajom. Większość audycji nadawana jest z sieci krótkofalowych nadajników Kujang, która znajduje się w odległości ok. 25 km od powiatu Kujang. Dzięki sieci nadajników Kujang stacja radiowa osiąga bardzo dobrą propagację, co umożliwia odbiór „Głosu Korei” niemal na całym świecie.
W 2006 roku „Głos Korei” zaczął nadawać na częstotliwości tej samej, co radiostacja numeryczna Lincolnshire Poacher, co skutkowało odbiorem obu stacji naraz. Problem ten zakończył się w 2008 roku, kiedy to stacja Lincolnshire Poacher została zlikwidowana.
Po zmianie czasu na KST dnia 5 maja 2018 roku „Głos Korei” zaczął nadawać na częstotliwości 11710 kHz – tej samej, co CNR 1, co skutkowało odbiorem obu stacji naraz.

## Program
Program „Głosu Korei” rozpoczyna się od kilkakrotnie odtworzonego ciągu pierwszych dźwięków z Pieśni o generale Kim Ir Senie, przeplatanego z wizytówką stacji (w języku polskim brzmi ona: Oto „Głos Korei”!), po czym nadawany jest hymn Korei Północnej, Pieśń o generale Kim Ir Senie oraz Pieśń o generale Kim Dzong Ilu. Następnie stacja emituje biuletyn informacyjny Koreańskiej Centralnej Agencji Prasowej. Najważniejsze miejsce zajmują w nim informacje na temat wodzów Korei Północnej. Pozostałe programy przeważnie odnoszą się do tematyki życia i osiągnięć przywódców oraz kultury i muzyki koreańskiej.